# Celebrity (álbum de 'N Sync)
Celebrity es el nombre del tercer y último álbum de estudio publicado por la boy band estadounidense *NSYNC. Fue lanzado al mercado por la compañía discográfica Jive Records el 24 de julio de 2001. El álbum fue certificado 5 veces platino por la RIAA y se convirtió en el tercer álbum del grupo en vender más de 10 millones de copias en todo el mundo. El álbum también tiene el récord de la segunda mejor primera semana de ventas, solo atrás del anterior álbum No Strings Attached (2000). Se vendieron 1.9 millones de copias de Celebrity en su primera semana de liberación. El álbum está influenciado por el género hip-hop. En 2001 el grupo se embarcó en una gira de grandes estadios para promocionar el álbum llamada Pop Odyssey Tour y en otoño de ese mismo año iniciaron la gira Celebrity Tour que terminó en abril de 2002. Después de la gira, el grupo anunció una pausa temporal indefinida para que Justin lanzara un disco como solista, prometiendo un futuro regreso. Sin embargo, hasta la fecha aún no hay planes para un regreso de *NSYNC.
Lance Bass culpó a Jive Récords de que Justin Timberlake haya decidido iniciar una carrera como solista después de este álbum y no regresar con *NSYNC al permitirle haber compuesto, producido y ser el cantante principal de los 3 sencillos de Celebrity.

## Lista de canciones
| Celebrity |                                  | |          |  |
| N.º       | Título                           | Escritor(es)                                                                                       | Duración |  |
| 1.        | «Pop»                            | BT, Justin Timberlake, W. Robson                                                                   | 3:59     |  |
| 2.        | «Celebrity»                      | J. Valentine, W. Robson, Timberlake                                                                | 3:18     |  |
| 3.        | «The Game Is Over»               | JC Chasez, Daymond, Greggs                                                                         | 3:28     |  |
| 4.        | «Girlfriend»                     | The Neptunes, Timberlake                                                                           | 4:15     |  |
| 5.        | «The Two of Us»                  | Chasez, Bradley Daymond, Alexander Greggs                                                          | 3:52     |  |
| 6.        | «Gone»                           | Timberlake, Robson                                                                                 | 4:54     |  |
| 7.        | «Tell Me, Tell Me...Baby»        | Max Martin, Rami Yacoub                                                                            | 3:39     |  |
| 8.        | «Up Against the Wall»            | Chasez, Daymond, Greggs Rap por JC Chasez, Timberlake, Chris Kirkpartick, Joey Fatone y Lance Bass | 3:37.    |  |
| 9.        | «See Right Through You»          | Larry Campbell, Robson, Timberlake                                                                 | 2:55     |  |
| 10.       | «Selfish»                        | Chasez, Veit Renn, Jolyon Skinner                                                                  | 4:21     |  |
| 11.       | «Just Don't Tell Me That»        | Andreas Carlsson, Kristian Lundin, Jake Schulze                                                    | 3:04     |  |
| 12.       | «Something like You»             | Timberlake, Robin Wiley                                                                            | 4:15     |  |
| 13.       | «Do Your Thing»                  | James Moss Rap por James Moss (invitado)                                                           | 4:21     |  |
| 14.       | «That Girl (Will Never Be Mine)» | Kristian Lundin, Jake Schulze, Andreas Clarlsson                                                   | 3:24     |  |
| 15.       | «Falling»                        | |          |  |

## Posiciones en las listas
| Año  | Lista                 | Posición |
| ---- | --------------------- | -------- |
| 2001 | U.S. Billboard 200    | 1        |
| 2001 | Top Internet Albums   | 1        |
| 2001 | Canadá Top 100 Albums | 1        |
| 2001 | Suecia                | 27       |
| 2001 | Noruega               | 16       |
| 2001 | Suiza                 | 14       |
| 2001 | Países Bajos          | 42       |
| 2001 | Australia             | 10       |
| 2001 | Nueva Zelanda         | 10       |
| 2001 | Dinamarca             | 7        |
| 2001 | Bélgica               | 31       |
| 2001 | Alemania              | 5        |
| 2001 | Reino Unido           | 12       |

## Certificaciones
| País           | Certificaciones | Ventas    |
| -------------- | --------------- | --------- |
| Australia      |                 | 35,000    |
| Brasil         |                 | 50,000    |
| Canadá         | 2x              | 200,000   |
| Sudáfrica      | 2x              | 100,000   |
| Reino Unido    |                 | 100,000   |
| Estados Unidos | 5x              | 5,828,000 |